# 羅塞爾島

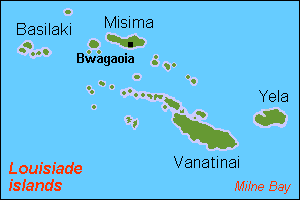

羅塞爾島是巴布亞新畿內亞的島嶼，屬於路易西亞德群島的一部分，由米爾恩灣省負責管轄，長34公里、寬11公里，面積262.5平方公里，最高點海拔高度838米，人口約3,000。
11°21′S 154°09′E / 11.350°S 154.150°E

## 外部連結
- Nautical information （页面存档备份，存于）